# On My Knees (The Best of Jaci Velasquez)
On My Knees es un álbum de la cantante cristiana Jaci Velasquez, fue lanzado a principios de mayo del 2006. Este álbum consta de 17 temas,. 3 de ellos fueron sacados de discos de colaboraciones, y 14 son una recopilación de sus más grandes éxitos, a lo largo de su carrera profesional. Con este disco, quiso dar tributo, a una década de trayectoria musical (profesionalmente). El álbum lleva por nombre "On My Knees", título de uno de los primeros éxitos de Jaci Velasquez.

## Lista de canciones
1. On My Knees (de Heavenly Place)
2. Un Lugar Celestial (de Heavenly Place)
3. Imagine Without You (de Crystal Clear)
4. Every Time I Fall (de Crystal Clear)
5. God So Loved (de Jaci Velasquez (álbum))
6. I Will Rest In You (del álbum Streams)
7. We Can Make A Difference (de Heavenly Place)
8. Unspoken (de Unspoken)
9. Lay It Down (de Beauty Has Grace)
10. Speak For Me (de Jaci Velasquez (álbum))
11. If This World (de Heavenly Place)
12. God Loves You (del álbum Touched by An Angel: The Album)
13. Adore (de Crystal Clear)
14. Just A Prayer Away (de Crystal Clear)
15. Show You Love (de Jaci Velasquez (álbum))
16. Center Of Your Love (de Crystal Clear)
17. Color Of The Heart (con Oleta Adams) (del álbum Bridges)